# 謝爾巴尼 (沃茲涅先斯克區)
47°31′24″N 31°45′5″E / 47.52333°N 31.75139°E

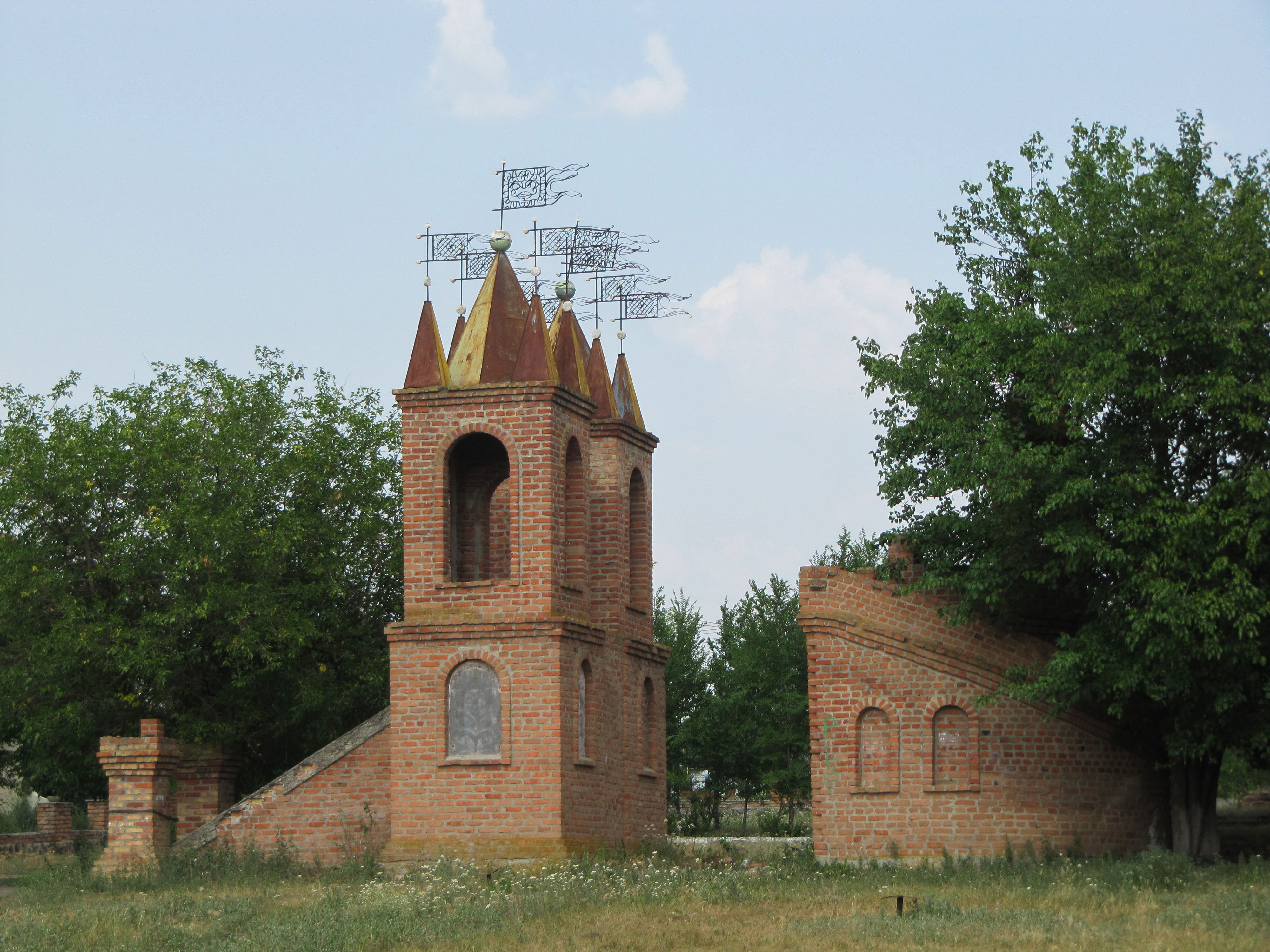

謝爾巴尼（烏克蘭語：Щербані），是烏克蘭的村落，位於該國南部尼古拉耶夫州，由沃茲涅先斯克區負責管轄，始建於1734年，面積1.64平方公里，海拔高度43米，人口1,513，人口密度每平方公里1,183.9人。